# La tierra roja
La tierra roja is een Belgische film uit 2015 onder regie van Diego Martinez Vignatti.

## Verhaal
De Vlaming Pierre (Geert Van Rampelberg) werkt voor een multinational en wordt naar Misiones in het noorden van Argentinië gestuurd om de ontbossing en aanplanting van nieuwe dennen in goede banen te leiden. Hij haalt de bomen neer, verbrandt ze en dumpt agrogiftige producten op de vruchtbare grond om het bedrijf winstgevender te maken. In de omgeving worden misvormde baby’s geboren, zijn er meer en meer gehandicapte kinderen en kankerpatiëntjes door het gebruik van deze giftige producten. Bij de lokale bevolking komt een protestbeweging op gang en Pierre ziet een aantal van zijn werknemers vertrekken. Wanneer de jonge lerares en activiste Ana, waarop Pierre verliefd is, zich achter de bevolking schaart, wordt ook Pierre verplicht om partij te kiezen.

## Rolverdeling
| Acteur                | Personage    |
| --------------------- | ------------ |
| Geert Van Rampelberg  | Pierre       |
| Eugenia Ramírez Miori | Ana          |
| Jorge Aranda          | Jefe patota  |
| Alexandros Potamianos | Joven Medico |